# Shaolin Karate
Shaolin Karate este un sistem de arte marțiale, care constituie o sinteză din sistemul antic Chan-Shaolin-Si (Shaolin Kung Fu, Templul de Nord) și Karate-Do modern. Shaolin-Si a ajuns in Europa în anii 1950 prin maestrul Chen Tao Tze (Tze-Gerard Karel Meijers), care a fondat Shaolin Kempo în Olanda. Datorită faptului că metodele de antrenament tradiționale orientale de regulă nu sînt practicabile de către europeni (europeni de regulă nu se pot antrena zilnic mai mult de 2-4 ore, nemaivorbind de componenta meditativă), un elev al maestrului Sifu Meijers, Willy Horstmann, a introdus Karate ca antrenament de bază și prin anii 1970-1980 a creat Shaolin Karate-Do, care unește elemente (moderne) de Karate cu elemente (arhaice) Shaolin Kempo și Kung-Fu. De remarcat este faptul că Karate-Do a evoluat din Kung-Fu, și prin Shaolin Karate are loc o "re-întîlnire" între forme vechi și noi.
Răspîndirea Shaolin Karate actualmente se restrînge la vestul Germaniei (Rhenania) și Olanda, cu unele școli izolate și în alte părți.
Sistemul practicat în vestul Germaniei și Olanda nu trebuie confundat cu sistemul american Shaolin Kempō Karate (uneori denumit pe scurt tot Shaolin Karate). Sistemul american Shaolin Kempō Karate bazează pe un concept asemănător, dar are alte rădacini, anume Kara-Ho Kempo Karate în primul rînd, care a ajuns în America de Nord prin Hawaii.

### Elementele Shaolin Karate
1. Karate-Do [școala elementară de mișcare ca bază arhetipică]
2. Shaolin Kempo [sistem de luptă Kempo adaptat de Sifu Tse Meijers]
3. Pokkeck ["box chinezesc", sau "box de templu", sistemul antic dur de luptă a călugarilor Shaolin. Pokkeck este strămoșul Karate-ului].
4. Wu-Dang Tai-Keck [forma de luptă a Tai-Chi]
În Shaolin Karate nu se practică campionate și meciuri. Shaolin Karate nu este un Karate "sportiv", ci se concepe ca "artă" de luptă al cărei ultim obiectiv este perfecționarea personalității, unitatea corpului și spiritului, unitatea de yin și yang.